# Elsker dig for tiden
|  | Denne artikel er oprettet af botten Steenthbot ud fra en ekstern database. Den kan derfor have sproglige fejl eller mangler. Denne skabelon kan fjernes efter kontrol af indholdet. |

Elsker dig for tiden er en dansk spillefilm fra 2022 instrueret af Julie Rudbæk og Jesper Zuschlag.

## Handling
Anna og Thomas er hinandens modsætninger, men de mangler begge det samme: kærligheden. Anna er en selvstændig karrierekvinde, der holder kærligheden i strakt arm. Thomas er traditionel romantiker og leder desperat efter den eneste ene. Med støtte fra deres venner følger vi Anna og Thomas’ rejse fra det allerførste møde, igennem den forvirrende forelskelse og til hverdagen melder sin nådesløse ankomst i parforholdet…

## Medvirkende
- Julie Rudbæk, Anna
- Kasper Dalsgaard, Thomas
- Sofie Jo Kaufmanas, Kathrine
- Jesper Zuschlag, Nikolaj
- Olivia Joof Lewerissa, Signe
- Magnus Haugaard, Kasper
- Katinka Lærke Petersen, Stephanie
- Cyron Melville, Michael
- Michael Moritzen, Jens
- Vibeke Hastrup, Hanne
- Julie Carlsen, Dorthe
- Miri-Ann Beuschel, Tanja